# 강민호
강민호(姜珉鎬, 1985년 8월 18일 ~ )는 KBO 리그 삼성 라이온즈의 포수이다.

## 아마추어 시절
포항제철공업고등학교 야구부에서 포수로 활약했다.

## 롯데 자이언츠시절
2004년에 2차 3순위(전체 17순위) 지명을 받아 입단하였다. 같은 해 9월 24일부터 10월 21일까지 열린 플로리다 교육 리그에 참가했는데 본인뿐 아니라 전년도 플로리다 교육 리그에 참여한 이대호가 2008년 베이징 올림픽 출전해 야구 국가 대표 사상 첫 올림픽 금메달을 획득해 병역을 해결했다. 2006년 최기문에 이어 주전 포수가 되며 포수로서 처음으로 전 경기에 선발 출전했다. 그 해 아시안 게임에 출전했으나, 동메달에 그쳤다.

### 2008년
그에게 최고의 한 해였다. 베이징 올림픽에 출전해 대한민국 야구 국가대표팀이 사상 첫 올림픽 금메달을 획득하는데 기여하고 병역도 해결했다. 시즌 122경기에 출전해 타율 19위, 홈런 공동 5위, 타점 6위를 기록해 팀이 8년 만에 포스트 시즌에 진출하는 데 크게 기여했다. 골든 글러브 시상식에서 팀 내 포수 최초 골든글러브를 수상했다. 또한 당시 감독이었던 제리 로이스터와 마주보며 환호하는 사진으로 골든 포토상도 같이 수상했다.

### 2009년
연초에 열렸던 제 2회 WBC 출전 후 팔꿈치 부상으로 경기에 거의 출전하지 못했다. 시즌 후반에 잠깐 경기에 출전했으나 팔꿈치 부상이 재발했고, 팔꿈치에서 뼛조각이 발견돼 수술하며 시즌을 마감했다. 당시 백업 포수였던 장성우가 시즌이 끝날 때까지 팀의 주전 포수를 맡았다.

### 2010년
2008년 시즌보다 성적을 더 끌어올렸다. 풀 타임으로 출전하지 못했지만 데뷔 첫 3할대 타율, 23홈런을 달성하며 커리어 하이를 기록했다.
그러나 타점은 2008년 시즌에 비해 떨어졌다. 그 해 아시안 게임에 참가해 금메달을 획득했다.

### 2011년
수비에서 더욱 좋아졌다는 평을 받았고 개인 두 번째 골든 글러브를 수상했다.

### 2012년
이대호가 일본으로 떠나고, 당시 같은 팀이었던 홍성흔이 부상으로 인해 빠지자 4번 타자 자리에 공백이 생겼으나 이 자리를 잘 메꿔줬다.
개인 세 번째 골든 글러브를 수상했다.

### 2013년
시즌 105경기에 출전해 77안타, 11홈런을 기록하며 시즌 초의 기대에 부응하지 못했고, 부상까지 겹쳐 시즌 막판에는 많이 출전하지 못했다. 그래서 그를 대신해 김사훈, 김준태가 포수를 맡았다. 하지만 그간의 공로와 노력을 인정받아 시즌 후 FA 자격을 얻은 후 우선 협상을 마치고 잔류했다. 계약 기간은 총 4년이며 보장액은 총 75억원(계약금 35억, 연봉 10억)이었다.

다소 부진했던 시즌 성적에도 불구하고 개인 네 번째이자 3년 연속 골든 글러브를 수상했다.

### 2014년
시즌 98경기에 출전해 16홈런, 40타점, 2할 초반대 타율, 71안타를 기록하며 부진했다.

### 2015년
초반부터 홈런을 많이 쳤고, 올스타전 MVP에 선정됐다. 백업 포수였던 장성우가 kt 위즈로 이적해 믿을 만한 백업 포수가 사라져 누적된 출장으로 인해 시즌 중후반 조금 지친 모습을 보였으나 시즌 성적 3할대 타율, 35홈런을 기록해 전 시즌의 부진을 만회했다.

### 2016년
주장이 됐고, 8월에 무릎 부상을 당해 남은 경기의 포수는 김사훈, 김준태가 맡았다. 그는 지명타자나 대타로 출전했다.

### 2017년
시즌 130경기에 출전해 2할대 타율, 22홈런, 68타점을 기록했다.

## 삼성 라이온즈시절
2017년 시즌 후 FA 자격을 재취득했고, 11월 21일에 계약금 40억원, 연봉 총액 40억원 등 4년 총액 80억원의 조건으로 이적하였다. 그의 보상 선수로는 나원탁이 지명됐다. 골든 글러브 시상식에서 포수 부문 골든 글러브를 수상했다.

## 국가대표 경력

### 2006년아시안 게임
그 해 주전 포수가 됐고 국가대표팀에 처음 발탁됐으나, 동메달에 그쳤다.

### 2008년하계 올림픽
진갑용과 함께 대표팀 포수로 발탁됐다. 진갑용의 부상으로 4강전부터 포수로 활약했는데 경기 후반 심판의 스트라이크 판정 논란으로 이에 항의한 것 때문에 퇴장당해 진갑용으로 교체됐다.

### 2010년아시안 게임
금메달을 획득했다.

### 2014년아시안 게임
주전 포수로 활동했으나 단 1안타도 치지 못했다. 그러나 대한민국은 금메달을 획득하며 아시안게임 야구 2연승에 성공했다.

### 2020년하계 올림픽
포수로서는 양의지와 함께 국가대표로 뽑혔다.

## 에피소드
- 2008년 베이징 올림픽 쿠바와의 결승전에서 선발 포수로 출전해 8.1이닝까지 소화했다.

그러나 경기 후반 류현진이 던진 공을 심판이 볼이라 판정하자 이에 항의했다. 당시 그는 심판에게 'Low Ball?'이라고 했으나, 심판은 이를 'No Ball!' 로 인식, 퇴장 명령을 내렸다.이 때 항의 발언의 해석에 오해가 생겨 심판은 그에게 퇴장 명령을 내렸다. 중요한 시합에서 심판의 퇴장 선언이 너무 빨랐기 때문에, 현재도 한국 야구인들은 이 퇴장이 석연치 않다는 반응이다. 당시에 한국 대표팀 코칭스텝진도 이 점을 강하게 어필했으나 판정은 번복되지 않았다. 결국 이 사태 후 투수는 정대현으로, 포수는 진갑용으로 교체되며 팀의 승리를 이끌었다.
이 때 덕아웃으로 들어가던 그가 거칠게 마스크와 미트를 집어던지는 모습이 중계 카메라에 잡혔는데, 이 때 날아가던 미트의 순간 속력이 비공식 기록으로 시속 99마일(약 159km/h)이었다는 소문이 있다.
또한 이 사건으로 그가 물어야 했던 벌금은 총 1,500달러(퇴장 1000, 마스크 250, 미트 250)라고 한다. 하지만 이 벌금은 KBO에서 대신 냈다.

## 응원가
- 롯데 자이언츠 시절

등장곡 : '넌 내게 반했어' - 노브레인
응원가 : 'Rivers of Babylon' - Boney M
롯데의 강민호(강민호!) 롯데의 강민호(민호민호!) 오오오오~ 오오오오~
- 삼성 라이온즈 시절

등장곡 : 구단 자작곡 {누구? (강민호!) 민호민호 (강민호!)}
응원가 : 구단 작사 작곡
[강!민!호! 민호민호! 삼성~ 강민호~ 오오오오~ 강민호! 빠라 빰빰빰 빰빰빰 빰 강민호

## 등번호
- '40' - 롯데 자이언츠 (2004년)
- '47' - 롯데 자이언츠 (2005년 ~ 2017년), 삼성 라이온즈 (2018년 ~ 현재)

## 배우자
- 신소연 (2015년 ~ 현재)

## 출신 학교
- 제주 신광초등학교
- 포항제철중학교
- 포항제철공업고등학교
- 국제디지털대학교

## 통산 기록
| 연도 | 팀명   | 타율  | 경기 | 타수 | 득점 | 안타 | 2루타 | 3루타 | 홈런 | 루타 | 타점 | 도루 | 도실 | 볼넷 | 사구 | 삼진 | 병살 | 실책 |
| ---- | ------ | ----- | ---- | ---- | ---- | ---- | ----- | ----- | ---- | ---- | ---- | ---- | ---- | ---- | ---- | ---- | ---- | ---- |
| 2004 | 롯데   | 0.000 | 3    | 5    | 0    | 0    | 0     | 0     | 0    | 0    | 0    | 0    | 0    | 0    | 0    | 3    | 0    | 1    |
| 2005 | 롯데   | 0.243 | 104  | 214  | 20   | 52   | 11    | 2     | 2    | 73   | 18   | 1    | 4    | 5    | 2    | 56   | 7    | 9    |
| 2006 | 롯데   | 0.251 | 126  | 410  | 40   | 103  | 20    | 0     | 9    | 150  | 53   | 4    | 1    | 23   | 11   | 78   | 5    | 12   |
| 2007 | 롯데   | 0.271 | 125  | 413  | 48   | 112  | 20    | 0     | 14   | 174  | 68   | 1    | 4    | 37   | 4    | 88   | 10   | 11   |
| 2008 | 롯데   | 0.292 | 122  | 435  | 51   | 127  | 25    | 1     | 19   | 211  | 82   | 2    | 4    | 49   | 7    | 77   | 13   | 6    |
| 2009 | 롯데   | 0.260 | 83   | 262  | 36   | 68   | 13    | 0     | 9    | 108  | 30   | 0    | 0    | 33   | 3    | 44   | 9    | 6    |
| 2010 | 롯데   | 0.305 | 117  | 410  | 66   | 125  | 19    | 1     | 23   | 215  | 72   | 2    | 7    | 42   | 8    | 65   | 16   | 11   |
| 2011 | 롯데   | 0.289 | 124  | 450  | 63   | 130  | 25    | 2     | 19   | 216  | 66   | 4    | 6    | 47   | 8    | 81   | 18   | 15   |
| 2012 | 롯데   | 0.273 | 119  | 400  | 41   | 109  | 21    | 0     | 19   | 187  | 66   | 0    | 1    | 44   | 8    | 97   | 9    | 3    |
| 2013 | 롯데   | 0.235 | 105  | 327  | 48   | 77   | 13    | 0     | 11   | 123  | 57   | 4    | 1    | 60   | 11   | 87   | 5    | 8    |
| 2014 | 롯데   | 0.229 | 98   | 310  | 37   | 71   | 14    | 2     | 16   | 137  | 40   | 1    | 2    | 33   | 13   | 92   | 6    | 3    |
| 2015 | 롯데   | 0.311 | 123  | 380  | 63   | 118  | 18    | 1     | 35   | 243  | 86   | 0    | 0    | 60   | 14   | 112  | 14   | 8    |
| 2016 | 롯데   | 0.323 | 116  | 381  | 65   | 123  | 26    | 0     | 20   | 209  | 72   | 4    | 0    | 66   | 10   | 91   | 7    | 4    |
| 2017 | 롯데   | 0.285 | 130  | 456  | 62   | 130  | 22    | 1     | 22   | 220  | 68   | 0    | 2    | 41   | 15   | 104  | 15   | 11   |
| 2018 | 삼성   | 0.269 | 129  | 427  | 46   | 115  | 14    | 0     | 22   | 195  | 71   | 0    | 0    | 29   | 14   | 96   | 11   | 8    |
| 2019 | 삼성   | 0.234 | 112  | 346  | 36   | 81   | 20    | 0     | 13   | 140  | 45   | 0    | 0    | 33   | 9    | 76   | 9    | 8    |
| 2020 | 삼성   | 0.287 | 119  | 355  | 46   | 102  | 14    | 0     | 19   | 173  | 61   | 0    | 0    | 31   | 4    | 54   | 17   | 8    |
| 2021 | 삼성   | 0.291 | 123  | 406  | 55   | 118  | 22    | 0     | 18   | 194  | 67   | 0    | 0    | 45   | 4    | 53   | 18   | 7    |
| 2022 | 삼성   | 0.258 | 130  | 396  | 38   | 102  | 19    | 1     | 13   | 162  | 66   | 0    | 0    | 41   | 3    | 58   | 21   | 4    |
| 2023 | 삼성   | 0.290 | 125  | 434  | 60   | 126  | 19    | 0     | 16   | 193  | 77   | 6    | 1    | 49   | 6    | 65   | 17   | 3    |
| 2024 | 삼성   | 0.303 | 136  | 403  | 48   | 122  | 19    | 1     | 19   | 200  | 77   | 3    | 0    | 35   | 8    | 52   | 17   | 2    |
| 통산 | 21시즌 | 0.277 | 2369 | 7620 | 969  | 2111 | 374   | 12    | 338  | 3523 | 1242 | 32   | 33   | 803  | 162  | 1529 | 244  | 148  |

- 굵은 글씨는 해당 시즌 최고 기록